# 國學院高等学校
國學院高等学校（こくがくいんこうとうがっこう）は、東京都渋谷区神宮前二丁目にある私立高等学校。

## 概要
1948年（昭和23年）に開校した。戦後の学制改革で廃止された旧制國學院大學予科を受け継ぐ高校でもある。2008年（平成20年）に開校60周年を迎えた。1学年の定員は500名以上。大学構内に設立されたが、1956年（昭和31年）に私立東京第一高等学校を吸収合併した際に同校の敷地に移転し、現在に至る。
明治神宮外苑の一角に位置する。学校の周辺には国立競技場や明治神宮野球場、秩父宮ラグビー場などがある。
なお、高校野球では原則として新字体を用いることになっていることから「国学院」と表記される。生徒数がとても多い。校則が厳しいことで有名であったが近年は少し緩くなっている。

## 入学試験状況
2004年度までは「二次入試」という名称で、募集数百名のうち若干名（10名以下）の募集を行っていたが、2005年度からこれを「一般第2回入試」という名称に改め募集数も80名に拡大。更に2017年度からは「一般第3回入試」を加え、募集人員1回男女300名、2回男女100名、3回男女30名という入試方式に切り替える。2023（令和5）年度、募集人数一回男女300名、二回男女100名、三回男女50名になり、一般第三回入試では5科目受験と3科目受験が選択可能になった。

### 面接
國學院高等学校では、試験後に面接を行っている。

## 進学状況
國學院大學の附属高校であるが、他大学へ進学する生徒が多い。國學院大學へは、一定の成績であれば無試験で入学することが出来る。また法学部の一部では、他大学との併願も可能な優先入試があり、推薦・優先入試を併せると150 - 200名程の生徒が國學院大學に合格している。

### 他大学への進学
難関私立大や国公立大への進学が多い。

## 卒業生

### スポーツ
- 塚原光男（体操選手・メキシコシティ、ミュンヘン、モントリオールオリンピック金メダリスト）
- 岡崎聡子（元体操選手・元タレント）
- 武井修志（プロバスケットボール選手）
- 加納弥生（元モスクワ五輪体操選手）
- 穴見利香（元モスクワ五輪体操選手）

### その他
- 塚田一郎（政治家・衆議院議員、元内閣府副大臣）
- 玉村剛史（光通信社長）
- 熊谷正寿（GMOインターネットグループ創業者・会長兼社長 / 中退）
- 中山義活（衆議院議員）
- 落合貴之（衆議院議員）
- 小倉基（元東京都渋谷区長）
- 鈴木浩子（千葉県議会議員、元船橋市議会議員、元WWEディーヴァ、元アナウンサー）
- 鈴木健（週刊プロレス編集次長・週刊プロレスモバイル編集長）
- 佐藤康光（将棋棋士、元日本将棋連盟会長)
- 大橋貴洸（将棋棋士）
- 藤井千春（早稲田大学教授、教育学者）
- 小山貴博（名寄市立大学講師、イラン研究者）
- 山本陽子（女優）
- さだまさし(シンガーソングライター、ライター、小説家、タレント、映画監督、ラジオパーソナリティ)
- 宮田佳代子（キャスター）
- Nakajin（SEKAI NO OWARIミュージシャン、ギタリスト）
- 小林麻耶（元TBSアナウンサー、フリーアナウンサー、タレント)
- 小林麻央（フリーアナウンサー、タレント)
- 新井恵理那（フリーアナウンサー、タレント)
- ふかわりょう（タレント)
- 上田剛彦（朝日放送テレビアナウンサー）
- 三遊亭歌る多（落語家）

## 交通
出典 : 
| 路線名             | 最寄り駅     | 徒歩所要時間 |
| ------------------ | ------------ | ------------ |
| 東京メトロ銀座線   | 外苑前駅     | 5分          |
| 都営地下鉄大江戸線 | 国立競技場駅 | 12分         |
| JR中央・総武緩行線 | 信濃町駅     | 13分         |
| JR中央・総武緩行線 | 千駄ケ谷駅   | 13分         |
| 東京メトロ副都心線 | 北参道駅     | 15分         |

## 系列校
- 國學院大學
- 國學院大學北海道短期大学部
- 國學院大學幼児教育専門学校
- 國學院大學久我山中学校・高等学校
- 國學院幼稚園
- 國學院大學附属幼稚園

## 姉妹校
- 学校法人國學院大學栃木学園
  - 國學院大學栃木短期大学
  - 國學院大學栃木中学校・高等学校
  - 國學院大學栃木二杉幼稚園